# Cecilia Cleve
Cecilia Cleve, född Dahlin, död 8 februari 1819, var en svensk bibliotekarie. Hon kan ses som Sveriges första kvinnliga bibliotekarie.
Cecilia Cleve var syster till möbelsnickaren Nils Dahlin. Hon gifte sig med militären Freidrich August Cleve från Magdeburg i Tyskland, kantor i Tyska församlingen i Stockholm. År 1787 grundade han ett tyskspråkigt lånebibliotek i Tyska skolans lokaler i Stockholm, som blev Stockholms äldsta lånebibliotek. När han avled 1796 avsade sig Cecilia Cleve hans boktryckarprivilegium men behöll biblioteket, som hon inrättade på Västerlånggatan 59. Hon hade en änkepension på 40 riksdaler, vilket räckte för att försörja henne och hennes föräldralösa brorsbarn, som var hennes myndlingar, men hon fortsatte ändå driva verksamheten till sin död.
Hon införde alfabetisk ordning i sina kataloghäften, något som då var en innovation, kvartalsabonnemang och annonserade regelbundet i landsortstidningar. Hennes bibliotek var välbesökt med 8 000 volymer. Cleve kan ses som Sveriges första kvinnliga biliotekarie. År 1800 hade det bildats fem lånebibliotek i Stockholm, men samtliga av hennes konkurrenter var män fram till dess att Eva Unander öppnade sitt bibliotek vid Södermalmstorg 1816 och Gustava E Hägg sitt år 1819. Laura Löwenhielm blev dock Sveriges första kvinnliga bibliotekarie med utbildning.